# Wernshausen
Wernshausen is een plaats en voormalige gemeente in de Duitse deelstaat Thüringen, en maakt deel uit van de gemeente Schmalkalden in het district Schmalkalden-Meiningen.